# Guttulamia aurigutta
Guttulamia aurigutta är en skalbaggsart som först beskrevs av Jordan 1903.  Guttulamia aurigutta ingår i släktet Guttulamia och familjen långhorningar. Inga underarter finns listade i Catalogue of Life.